# Gotta Be You (One Direction)
Gotta Be You è il secondo singolo del gruppo musicale anglo-irlandese One Direction, pubblicato nel 2011. In Italia, il singolo è stato utilizzato per pubblicizzare l'abbonamento a Mediaset Premium.
Nel video, gli One Direction cantano al chiaro di luna con dei fuochi d'artificio e guidano un'automobile e un motorino.

## Tracce
Download digitale
1. Gotta Be You – 4:05
2. Another World (Achraf Jannusi, Bilal Hajji, Eric Sanicola, Geo Slam, Nadir Khayat, Teddy Sky) – 3:23
3. Gotta Be You (Steve Smart & Westfunk remix) – 6:17
4. Gotta Be You (Mojam remix) – 3:23

## Classifiche
| Classifica (2011) | Posizione massima |
| ----------------- | ----------------- |
| Irlanda           | 3                 |
| Regno Unito       | 3                 |